# Anomalobuthus rickmersi
Скорпион Рикмерса (лат. Anomalobuthus rickmersi) — вид скорпионов из семейства Buthidae. Род Anomalobuthus является монотипическим эндемиком Казахстана и Средней Азии. Места обитания: Южный Узбекистан, Семиречье, пустыни Туранской низменности. 

## Поведение
Предпочитает полузакреплённые и барханные пески, в которых роет свои норки. Охотится на различных беспозвоночных. Активен в ночное время: с 21:00 до 4:00 часов. Наблюдается сезонная активность. В Туркменистане (Репетек) встречается в период с конца марта до начала апреля и с конца июля до начала августа. В Казахстане встречается с мая по июнь. 

## Распространение
В южной части ареала (в Восточном Туркменистане, Южном Узбекистане) численность вида значительно выше, а по всему Казахстану - ниже. В Казахстане численность вида сдерживается конкуренцией с другими видами скорпионов и перевыпасом скота в местах обитания вида.

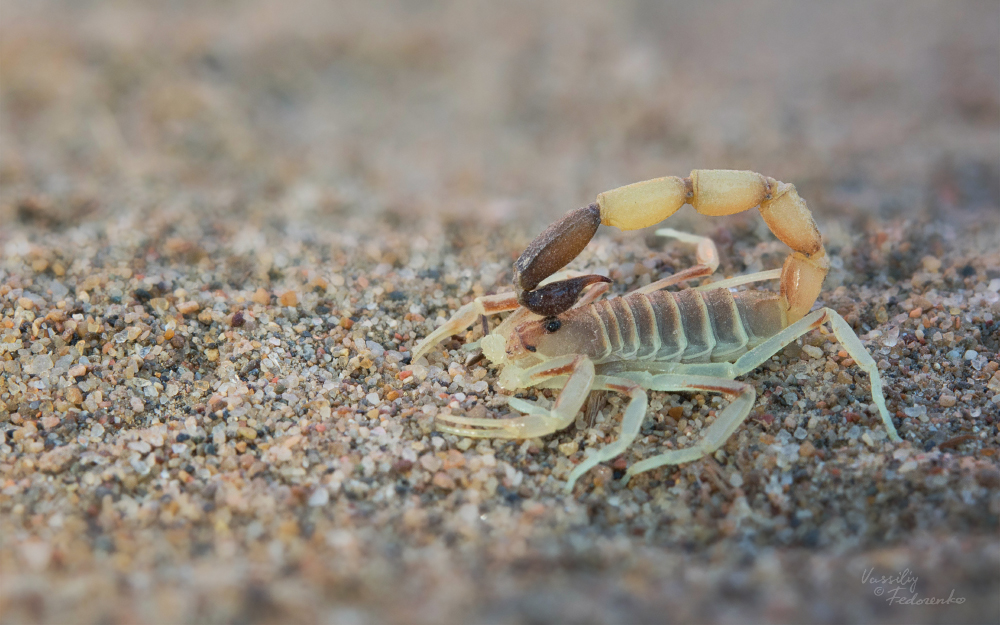
Скорпион Рикмерса Anomalobuthus rickmersi